# Jan Nepomucen Skalski
Jan Nepomucen Skalski (ur. 16 maja 1822 w Krzesinach, obecnie w Poznaniu, zm. 28 stycznia 1907 w Poznaniu), nauczyciel polski, twórca fundacji stypendialnej.
Od około 1840 pracował jako nauczyciel szkół elementarnych w Wielkopolsce, m.in. w poznańskim Chwaliszewie. Był człowiekiem samotnym i oszczędnym, w ciągu życia zgromadził duże oszczędności w Banku Spółek Zarobkowych w Poznaniu. Planował przeznaczyć pieniądze na stypendia dla polskiej uczącej się młodzieży, a także wesprzeć polski teatr w Poznaniu. Mimo podeszłego wieku zwlekał jednak ze spisaniem testamentu; śmierć bez testamentu, wobec braku spadkobierców, oznaczałaby przejęcie oszczędności przez pruski skarb państwa i świadomy tego zagrożenia dyrektor Banku Spółek Zarobkowych Teofil Rzepnikowski, razem z ks. Piorem Wawrzyniakiem, nakłonił w styczniu 1907 ciężko chorego Skalskiego do sporządzenia ostatniej woli. Nauczyciel przekazał 350 tysięcy marek na stypendia dla uczniów, a 50 tysięcy marek na teatr. Prezesem fundacji stypendialnej, z której pomocy korzystała wielkopolska młodzież kształcąca się zarówno w gimnazjach, jak i na uniwersytetach, został Teofil Rzepnikowski.
Skalski zmarł tuż po sporządzeniu testamentu. Po jego śmierci znaleziono dzienniczek, w którym skrupulatnie notował dochody i nieliczne wydatki, a także zapisywał przemyślenia na temat współczesnych wydarzeń i polityki.